# Burg Pulkov
Als Burg Pulkov (tschechisch Hrad Pulkov) werden die Reste einer mittelalterlichen Burganlage auf dem Gebiet der Gemeinde Radkovice u Hrotovic im Okres Třebíč in Tschechien bezeichnet.

## Geographie
Die Ruine der Höhenburg liegt einen reichlichen Kilometer nordwestlich des Dorfes Pulkov auf 393 m n.m. linksseitig über dem Tal der Rokytná innerhalb des Naturparks Rokytná in der Jevišovická pahorkatina (Jaispitzer Hügelland). Umliegende Ortschaften sind Radkovice im Norden, Radkovice u Hrotovic im Nordosten, Litovany und Biskupice im Osten, Pulkov und Pulkovský Mlýn im Südosten, Rozkoš im Süden, Kyničky und Hostim im Südwesten, Dvorek und Ohrazenice im Westen sowie Blatnice und Příštpo im Nordwesten.

## Geschichte
Die Reste der Burg wurden erst 1985 in dem bewaldeten Terrain entdeckt und nach dem nahegelegenen Dorf Pulkov benannt.
Der ursprüngliche Name der Burg ist nicht mehr bekannt. Möglicherweise könnte es sich um Urbanice, Dalibořice oder die 1252 zur Propstei Znojmo gehörige Lokalität Holawich handeln.

## Beschreibung
Die Burg wurde auf einem niedrigen Felssporn über dem Rokytná-Tal erbaut. Die Anlage hatte einen trapezförmigen Grundriss von 26 mal 20 Metern. An drei Seiten war sie von bis zu zwölf Meter breiten und anderthalb Meter hohen Wällen umgeben. Gegen Süden war sie durch Felsen geschützt.
Auf dem Gelände wurde eine kleinere Absenkung festgestellt, die wahrscheinlich nach der Errichtung der Burg entstand. Nach der Nordseite sind geringe Mauerreste erhalten.